# Armură

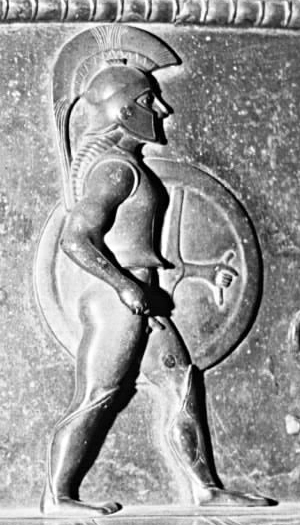
Un soldat antic grec (hoplit), purtând ca armură doar o cască, un pieptar, apărători la picioare și un scut.

Armură este un termen general desemnând orice fel de îmbrăcăminte și/sau piese speciale de îmbrăcăminte de tip militar realizate cu scopul de a proteja corpul sau porțiuni ale corpului combatanților angajați în lupte și conflicte militare. De obicei armurile de orice tip sunt asociate cu soldații de pretutindeni, din toate timpurile. Armura a fost folosită de-a lungul istoriei, fiind întotdeauna dependentă de tehnologia timpului respectiv. De la folosirea pielii și a oaselor, urmate succesiv de bronz și oțel, până la materialele moderne de tipul kevlarului sau a ceramicii este un drum lung. 
Diferite tipuri de armuri au fost folosite nu numai pentru protecția oamenilor dar și pentru cea a animalelor și, respectiv mai aproape de epoca de azi, pentru protecția vehiculelor. Astfel animalele cele mai utilizate în conflicte militare, caii și elefanții, s-au bucurat de protecția timpurie a unor armuri create pentru ele. Începând cu cel de-al doilea război mondial (1939-1945), folosirea vehiculelor de luptă blindate de o „armură” a devenit un standard în domeniu. 
Folosit în sensul de adjectiv, substantivul armură utilizează în limba română echivalentele sale adjectivale, așa cum ar fi cuvintele: blindat, greu, sau mai rar, armat. Astfel au existat cavaleria grea comparată cu cavaleria ușoară, divizii blindate față de divizii ușoare etc. 

## Istorie

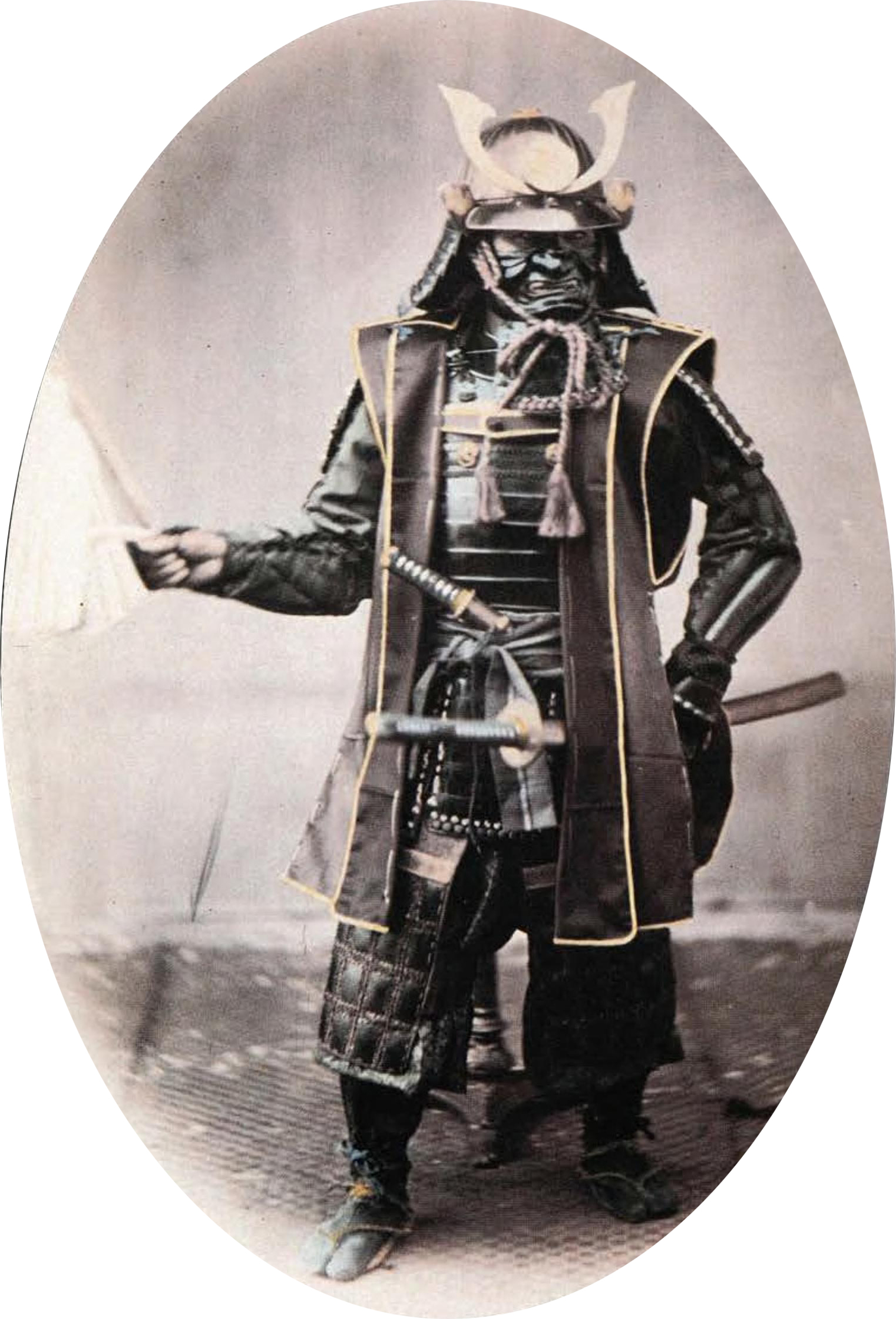
Samurai japonez în armură, având corpul protejat "din cap până-n picioare".

De-a lungul întregii istorii a omenirii, există o legătură clară între evoluția armamentului și dezvoltarea mijloacelor de protecție împotriva armamentului, adică a armurii. Pe măsură ce armele au devenit mai puternice și mai sofisticate, determinând în timp o adevărată cursă a înarmării, analog, diferitele tipuri de armuri s-au dezvoltat și au evoluat simultan pentru a proteja din ce în ce mai bine combatanții, încercând a nu diminua din mobilitatea și confortul luptătorilor. 
Marile civilizații au avut soldați și armate pe măsură. Ca atare și protejarea luptătorilor a fost mai eficientă în cazul civilizațiilor „mai războinice”. 
Războinicii orașelor state ale Greciei antice erau mult mai sumar protejați decât soldații altor armate antice. Conform basoreliefului în bronz, prezentat mai sus, doar capul, pieptul și picioarele erau acoperite de diverse piese de armură. În cazul armatelor romane, organizate în cunoscutele legiuni, tipul standard de armură îl constituia așa-numita lorică segmentată, mai evoluată și mai eficientă decât armura grecilor antici. 

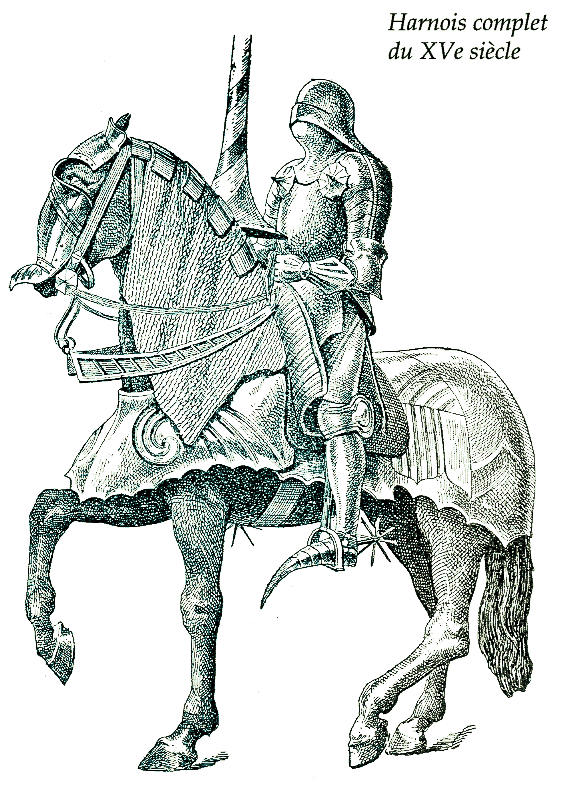
Cavaler călare, „armură totală” din secolul al XV-lea; atât calul cât și călărețul sunt acoperiți de diferite piese de armură.

Mai târziu, în istoria europeană, armurile evoluează devenind din ce în ce mai complete și mai complexe, acoperind porțiuni din ce în ce mai mari ale corpului luptătorilor, pentru ca în extrem să-l acopere complet, în detrimentul pierderii mobilității, precum în cazul armurilor de turnir. Astfel în timp ce cavalerii evului mediu târziu sfârșesc în a fi "îmbrăcați" aproape total în fier și oțel, cavaleria grea a multor țări europene, până în preajma primului război mondial (1914 - 1918), încă păstrează multe elemente ale armurii ajunsă la apogeu, protejând de data asta doar zonele cele mai vulnerabile ale corpului, capul, pieptul, picioarele. 

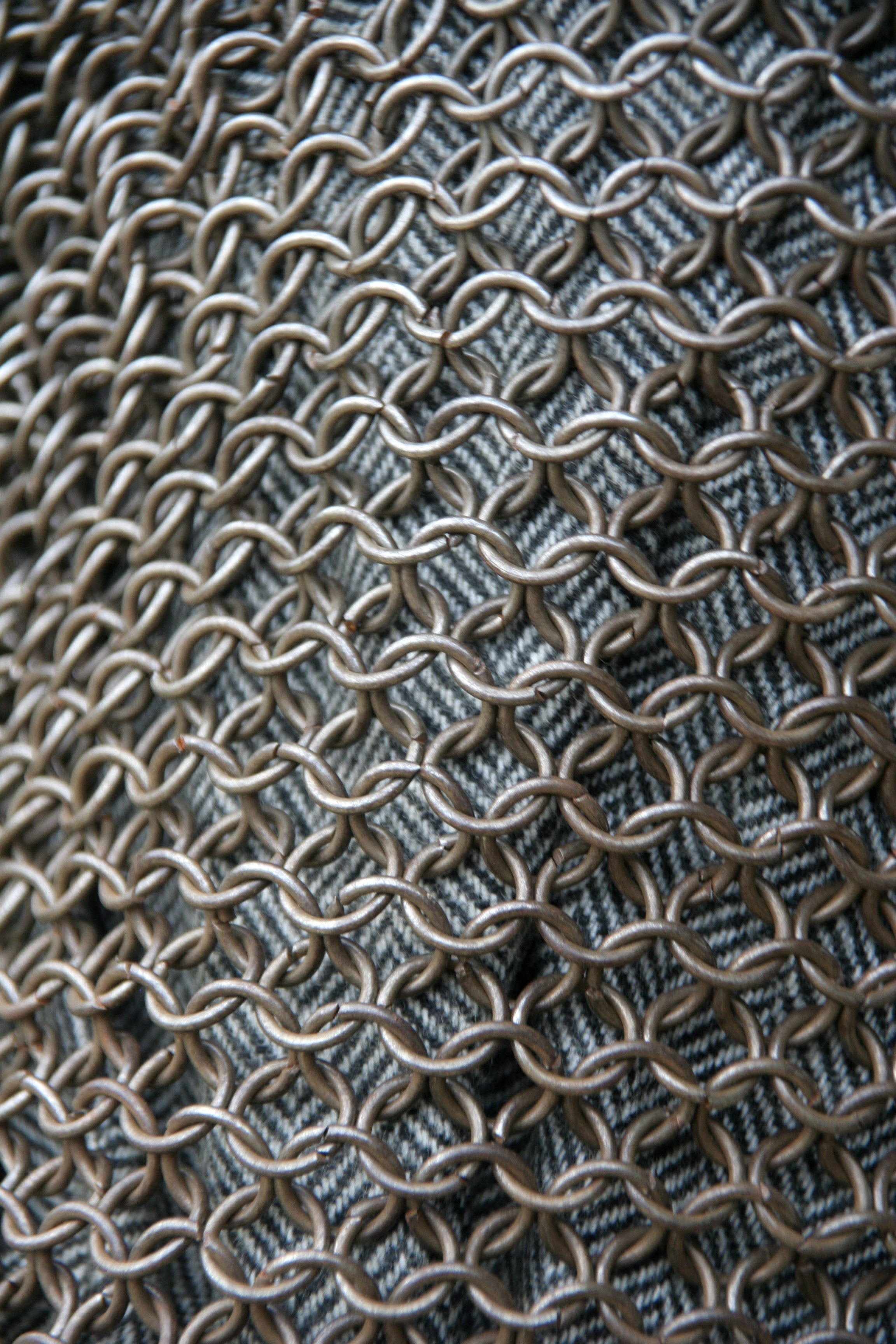
O cămașă de zale, parte esențială a armurii armatei romane, Lorica hamata, a cărei realizare complexă dovedește sofisticare conceptuală și tehnologică.

Civilizațiile asiatice estice cele mai războinice, precum cea chineză inițial, și apoi cea japoneză mai târziu, vor prefera armuri lamelare în locul celor mult mai greoaie și mai ineficiente ale europenilor din aceeași perioadă. Japonezii, pornind de la influența culturală chineză masivă a începuturilor dezvoltării statului japonez unitar, au evoluat independent spre ceea ce a devenit prototipul războinicului profesionist medieval japonez, samuraiul. Armura samuraiului a devenit armura standard a armatei japoneze până la modernizarea acesteia după modelul uniformelor și armelor de tip vestic.